# San Francesco riceve le stimmate (Cima da Conegliano)
Il San Francesco riceve le stimmate è un dipinto ad olio su tavola (38x29 cm) di Cima da Conegliano conservato presso la York Art Gallery di York in Inghilterra.
Il dipinto faceva parte di una collezione di 117 opere appartenenti all'industriale e ingegnere F.D. Lycett Green e lasciato allo York attraverso l'Art Fund nel 1955, in riconoscimento dei notevoli sforzi fatti dopo la seconda guerra mondiale dal suo curatore per trasformarla in una galleria di importanza internazionale.